# Antoine-Vincent Arnault

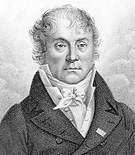
Antoine-Vincent Arnault

Antoine-Vincent Arnault (* 1. Januar 1766 in Paris; † 16. Dezember 1834 in Goderville bei Le Havre) war ein französischer Dramatiker und Lyriker.

## Leben
Arnault, 1766 in Paris geboren, verließ Frankreich beim Ausbruch der Französischen Revolution und kam nach seiner Rückkehr aus England für kurze Zeit in Haft. Er nahm an Napoleons Ägyptischer Expedition teil und wurde im September 1799 zum Mitglied des Institut de France ernannt. Er beteiligte sich am Staatsstreich des 18. Brumaire VIII und erhielt Posten im Innen- und Kultusministerium.
1804 wurde er Mitglied der Ehrenlegion und im Folgejahr Vizepräsident des Institut de France. 1809 wurde er zum Chevalier de l’Empire ernannt. Nach der Herrschaft der Hundert Tage wurde Arnault ins Exil verbannt und 1816 aus dem Institut de France ausgeschlossen. Auf Betreiben des Herzogs von Richelieu kehrte er 1819 nach Frankreich zurück.
1829 wurde er als Nachfolger von Louis-Benoît Picard erneut Mitglied der Académie française. Als deren secrétaire perpétuel ersetzte er ab 1833 François Andrieux.
Arnault wurde vor allem als Dramatiker bekannt. Zwischen 1820 und 1825 war er als Autor an der zwanzigbändigen Enzyklopädie Nouvelle biographie des contemporains beteiligt. 1822 erschien die dreibändige Biografie Vie politique et militaire de Napoléon 1er. Seine Memoiren erschienen 1833 in vier Bänden unter dem Titel Souvenirs d’un sexagénaire. Außerdem verfasste Arnault auch politische und philosophische Schriften.

## Werke
- Marius à Minturne, 1791
- Lucrèce, 1792
- Horatius Coclès, 1793
- Quintus Cincinnatus, 1793
- Oscar fils d’Ossian, 1796
- Mélidore et Phrosine, 1793
- Les Vénitiens, 1799
- Blanche et Moncassin, 1799
- De l’administration des établissements d’instruction publique, 1801
- Le Roi et le Laboureur, 1802
- Scipion consul, 1804
- Fables, 1813
- La rançon de Duguesclin, 1814
- Germanicus, 1816
- Nouvelle biographie des contemporains, 20 Bände, 1820–25
- Vie politique et militaire de Napoléon 1er, 3 Bände 1823
- Les loisirs d’un banni, 2 Bände, 1823
- Fables et poésies, 1826
- Guillaume de Nassau, 1826
- Les gens à deux visages, 1826
- Souvenirs d’un sexagénaire, 4 Bände, 1833